# Rubystar
Ruby Star (in russo: РубиСтар) è una compagnia aerea cargo bielorussa con la base tecnica all'aeroporto di Minsk, in Bielorussia.

## Storia
L'agenzia di trasporti Rubystar è in attività dal 1997. Nel 2002, in seguito alla vincita del concorso statale, l'agenzia è stata riorganizzata anche nella compagnia aerea Ruby Star con il disciplinare di effettuare i voli di linea passeggeri e cargo ed anche voli charter dall'aeroporto di Minsk.
Il 19 settembre 2002, l'ICAO assegnò alla compagnia aerea il codice RSB. Le attività di volo sono iniziate circa un anno più tardi.
Effettua servizi di trasporto aereo di merci nella Bielorussia e nell'Africa, nell'Asia e nell'Europa con hub principale a Minsk.

## Flotta

### Flotta attuale
A dicembre 2022 la flotta era così composta:

### Flotta Storica
- Antonov An-24
- Antonov An-26
- Boeing 747-400(BCF)
- Let 410